# Turočakskij rajon
Il Turočakskij rajon (in russo Турочакский район?) è un municipal'nyj rajon della Repubblica autonoma dell'Altaj, nella Russia asiatica. Istituito nel 1922, occupa una superficie di 11.015 chilometri quadrati, ha come capoluogo Turočak e nel 2010 ospitava una popolazione di circa 12.000 abitanti.